# Фернан Перес Понсе де Леон
Фернан Перес Понсе де Леон (исп. Fernán Pérez Ponce de León; ? — 1291) — леонский магнат из рода Понсе де Леон, сеньор де ла Пуэбла-де-Астурия, Кангас и Тинео, старший аделантадо на границе с Андалусией (1290—1291), старший королевский майордом (дворецкий) (1284), сын Педро Понсе де Кабреры и его жены, Альдонсы Альфонсо де Леон, внебрачной дочери короля Леона Альфонсо IX.

## Семейное происхождение
Его родителями были Педро Понсе де Кабрера (? — 1248/1254), и Альдонса Альфонсо де Леон (1215—1266). По отцовской линии он был внуком и графа Понсе Велы де Кабреры, знаменосца короля Альфонсо IX, и его жена Тереза Родригес Хирон, а по материнской линии — короля Леона Альфонсо IX и его любовницы Альдонсы Мартинес де Сильвы.
У него было несколько братьев, в том числе Педро Перес Понсе де Леон, старший комендант Ордена Сантьяго, и Руй Перес Понсе де Леон, магистр ордена Калатравы (1284—1295), который он скончался от ран, полученных в битве при Иснальосе.
Фернан Понсе де Леон был племянником короля Кастилии Фердинанда III и двоюродным братом Альфонсо X, который назначил его своим старшим майордомом (дворецким) в 1284 году.

## Биография

### Выступления во время правления Альфонсо X Мудрого
Его точная дата рождения неизвестна. В начале 1273 года он присутствовал в ратуше Альмагро, которая должна была облегчить возвращение изгнанных дворян и столкнуться с общим недовольством, вызванным законодательными реформами и существующим финансовым давлением в королевстве Кастилия-Леон. Ратушу Альмагро посетили Альфонсо X, король Кастилии и Леона, его жена королева Виоланте Арагонская, инфант Фернандо де ла Серда, магистры военных орденов, а также многочисленные магнаты и богатые люди.
Некоторые авторы указывали, в том числе Антонио Бальестерос Беретта, что Фернан Перес Понсе участвовал в заговоре, возглавляемом инфантом Фадрике де Кастилья, младшим братом Альфонсо X, и Симоном Руисом, сеньором де-лос-Камерос, и что оба персонажа были убиты. Поскольку они оба были казнены по приказу короля Альфонсо X Мудрого в 1277 году. В мае 1277 года Фернан Перес Понсе де Леон отправился в изгнание во Францию, а в июле того же года он принес оммаж королю Франции Филиппу III Смелому против всех его врагов, за исключением детей покойного инфанта Фернандо де ла Серда, первенца Альфонсо X Мудрого, и обещал служить французскому монарху с сорока рыцарями в течение сорока дней в году в обмен на получение 3000 ливров.
В 1282 году, во время гражданской войны, разделившей королевство Кастилия-и-Леон между сторонниками монарха Альфонсо X и приверженцами его сына инфанта Санчо, Фернан Перес Понсе командовал королевскими войсками, которые победили в битве при Пуэнте-де-ла-Калаорра сторонников инфанта Санчо в конце 1282 года.
В 1283 году, когда Фернан Перес Понсе руководил советом города Севильи, он снова победил сторонников инфанта Санчо в очередной битве. В этом сражении участвовал на стороне короны Васко Мартинес Пиментель, мерино-майор Португалии, который погиб в битве вместе с сопровождавшими его португальцами. Еще одним погибшим со стороны королевских сторонников алькальд Севильи Родриго Эстебан де Толедо. Со своей стороны, сторонники инфанта Санчо потеряли множество людей, среди которых был Фернандо Нуньес де Темес, алькальд Кордовы, чья голова была доставлена в Севилью в качестве трофея вместе со знаменем города Кордова Фернаном Пересом. Понсе. Согласно хроникам, когда инфант Санчо узнал о поражении своих сторонников в окрестностях города Кордова, он был расстроен, так как не хотел вооруженной борьбы против своего отца короля.
1283 год закончился для сторонников инфанта Санчо военной неудачей, так как город Мерида, который контролировался сторонниками инфанта, был возвращен под контроль короны, а занявшая его королевская армия находилась под командованием инфанта Хуана де Кастилья-эль-де-Тарифа, сына Альфонсо X, и Фернана Переса Понсе де Леона. С другой стороны, в конце 1283 года скончался инфант Мануэль де Кастилья, брат Альфонсо X, отец дона Хуана Мануэля и один из главных сторонников инфанта Санчо.
В 1284 году король Кастилии и Леона Альфонсо X Мудрый назначил своего двоюродного брата Фернана Пересе Понсе де Леона своим старшим майордомом (дворецким), и в своем завещании, составленном 10 января 1284 года в городе Севилья, Альфонсо X включил Фернана Переса Понсе в число своих исполнителей завещания вместе со своими детьми, инфантом Хуаном Кастильским и инфантой Беатрис Кастильской.

### Выступления во время правления Санчо IV и смерть Фернана Переса Понсе
После смерти Альфонсо X Мудрого в городе Севилья 4 апреля 1284 года Фернан Перес Понсе продолжал служить королю Санчо IV Храброму (1284—1295), который занял трон Кастилии и Леона, несмотря на завещание своего отца.
Санчо IV назначил Фернана Переса Понсе де Леона старшим аделантадо границы Андалусии и, таким образом, в 1291 году принял участие в мирном соглашении, достигнутом между Санчо IV и эмиром Гранады Мухаммадом II, поскольку кастильско-леонский монарх хотел достичь мира с гранадским монархом, чтобы иметь возможность вести войну королю Марокко.
6 декабря 1285 года в Севилье родился инфант Фернандо, первый сын короля Санчо IV Храбрый. Он был крещен в соборе Севильи архиепископом Раймундо де Лосаной и сразу же был провозглашен наследником короны и получил оммаж от знати королевства. Кастильский монарх поручил Фернану Перес Понсе воспитание инфанта Фернандо, который был доставлен в город Самора, где проживала семья Фернана Переса Понсе. Жена Фернана Переса Понсе, Уррака Гутьеррес де Менесес, и он сам, повлияли на формирование характера инфанта. В 1292 году Фернан Перес Понсе присутствовал при завоевании города Тарифа, алькальдом которого был назначен его младший брат, Руй Перес Понсе де Леон, избранный магистром ордена Калатравы в 1284 году.
Несмотря на то, что большинство историков отмечают, что Фернан Перес Понсе скончался в городе Херес-де-ла-Фронтера в 1292 году, Браулио Васкес Кампос доказал в 2006 году, основываясь на привилегиях и документах того времени, что он скончался в конце 1291 года.

## Погребение
В коллегиальной церкви Сан-Сальвадор-де-Херес-де-ла-Фронтера состоялись похороны Фернана Переса Понсе де Леона, на которых присутствовал сам король Кастилии Санчо IV Храбрый.
Впоследствии останки Фернана Переса Понсе де Леона были перенесены в монастырь Мореруэла, который в настоящее время в ветхом состоянии и расположен в провинция Самора. Его останки были помещены в каменную гробницу, которая была помещена на евангельской стороне главной часовни монастырской церкви, а на гробнице, содержащей его останки, был вырезан герб покойного, состоящий из безудержного льва фиолетового цвета на серебряном поле, на который он имел право, будучи сыном Альдонсы Альфонсо де Леон и внуком короля Леона Альфонсо IX.

## Брак и потомство
В результате его брака с Урракой Гутьеррес де Менесес, дочерью богатого кастильского дворянина Гутьерре Суареса де Менесеса, и Эльвиры Анес де Соузы, родилось шесть детей:
- Педро Понсе де Леон (? — 1314), сеньор де Пуэбла-де-Астурия, Кангас и Тинео, старший майордом короля Кастилии Фердинанда IV и старший аделантадо на границе с Андалусией.
- Гутьерре Понсе де Леон
- Фернандо Понсе де Леон (? — ок. 1331), сеньор де Марчена, вступил в брак в 1303 году с Изабель Пересе де Гусман (? — 1285), дочерью Гусмана эль-Буэно, сеньора де Санлукар-де-Баррамеда, и Мария Алонсо Коронель
- Альдонса Фернандес Понсе де Леон (умерла в детстве)
- Беатрис Понсе де Леон (? — 1330), муж — Хуан Алонсо Перес де Гусман (12851351), 2-й сеньор Санлукар-де-Баррамеда и сын Гусмана эль-Буэно.
- Хуана Понсе де Леон, муж — кастильский дворянин Педро Нуньес де Гусман. Они были родителями Алонсо Мелендеса де Гусмана, магистра ордена Сантьяго, и Леоноры де Гусмана, любовницы короля Кастилии Альфонсо XI и матери Энрике де Трастамара.